# Route 14 (Alberta)
Pour les articles homonymes, voir Route 14.
La route 14 est une route provinciale de l'Alberta. Elle s'étend d'ouest en est à partir d'Edmonton jusqu'à la frontière avec la Saskatchewan. Elle est parallèle avec la route 16 plus au nord. Avec la route 40 de la Saskatchewan qu'elle rejoint à la frontière, elle forme la Poundmaker Trail nommée en l'honneur de Poundmaker, un chef cri.

## Description du tracé
La route 14 débute dans le sud d'Edmonton comme autoroute nommée Whitemud Drive à l'échangeur avec la Calgary Trail / Gateway Boulevard, la reliant à la route 2. Elle se dirige vers l'est sur 9 km (5,6 mi) via Whitemud Drive en passant dans les quartiers sud-est d'Edmonton jusqu'à ce qu'elle atteigne la route 216 (Anthony Henday Drive), avec laquelle elle forme un multiplex de 2 km (1,2 mi). En quittant la ville, la route continue vers l'est et croise la route 21 avant que la route à chaussées divisées ne prenne fin à l'ouest de South Cooking Lake. Elle continue vers l'est en direction de Tofield où elle dévie vers le sud-est, longeant la voie ferrée principale du Canadien National. Elle passe alors par Ryley, Poe, Holden et Bruce avant de croiser la route 36 (Veterans Memorial Highway) à Viking. La route continue en passant par les communautés de Kinsella, Irma, Fabyan et Wainwright, croisant la route 41 (Buffalo Trail). La route continue vers l'est et croise la route 17 avant d'atteindre la frontière de la Saskatchewan et d'y devenir la route 40,.

## Intersections majeures
| Municipalité rurale / spécialisée             | Ville                          | km                                                             | Destinations                                                                                            | Notes                                                            |
| --------------------------------------------- | ------------------------------ | -------------------------------------------------------------- | --- | ---------------------------------------------------------------- |
| Ville d'Edmonton                              | Ville d'Edmonton               | 0,00                                                           | AB-2 nord (Whitemud Drive ouest)                                                                        | L'AB-14 ouest devient l'AB-2 nord                                |
| Ville d'Edmonton                              | Ville d'Edmonton               | 0,60                                                           | AB-2 sud (Calgary Trail) – Aéroport, Red Deer, Calgary Gateway Boulevard north – Centre-ville 99 Street | Échangeur                                                        |
| Ville d'Edmonton                              | Ville d'Edmonton               | 1,90                                                           | 91 Street                                                                                               | Échangeur                                                        |
| Ville d'Edmonton                              | Ville d'Edmonton               | 3,60                                                           | 75 Street / 66 Street                                                                                   | Échangeur                                                        |
| Ville d'Edmonton                              | Ville d'Edmonton               | 5,20                                                           | 50 Street                                                                                               | Échangeur                                                        |
| Ville d'Edmonton                              | Ville d'Edmonton               | 6,80                                                           | 34 Street                                                                                               | Échangeur                                                        |
| Ville d'Edmonton                              | Ville d'Edmonton               | 8,60                                                           | 17 Street                                                                                               | Échangeur                                                        |
| Comté de Strathcona                           |                                | 10,30                                                          | AB-216 nord (Anthony Henday Drive nord)                                                                 | Terminus ouest du multiplex avec l'AB-216; sortie 64 de l'AB-216 |
| Comté de Strathcona                           | AB-628 est (Township Road 522) | 10,30                                                          | L'AB-14 est devient l'AB-628 est                                                                        |                                                                  |
| Comté de Strathcona                           | 11,90                          | AB-216 ouest (Anthony Henday Drive ouest)                      | Terminus est du multiplex avec l'AB-216; sortie 66 de l'AB-216                                          |                                                                  |
| Comté de Strathcona                           | 20,10                          | AB-21 – Sherwood Park, Fort Saskatchewan, Camrose              | Échangeur                                                                                               |                                                                  |
| Comté de Strathcona                           | 27,30                          | AB-824 nord – Ardrossan                                        | Terminus sud de l'AB-824                                                                                |                                                                  |
| Comté de Beaver                               |                                | 51,80                                                          | AB-620 nord – Lindbrook AB-833 sud – Camrose                                                            | Terminus sud de l'AB-630; terminus nord de l'AB-833              |
| Comté de Beaver                               | 63,30                          | AB-834 – Chipman, Round Hill                                   | |                                                                  |
| Comté de Beaver                               | Ryley                          | 78,50                                                          | AB-854 sud – Bawlf                                                                                      | Terminus ouest du multiplex avec l'AB-854                        |
| Comté de Beaver                               | Ryley                          | 80,30                                                          | AB-854 nord – Mundare                                                                                   | Terminus est du multiplex avec l'AB-854                          |
| Comté de Beaver                               | Holden                         | 93,10                                                          | AB-855 – Mundare, Daysland                                                                              |                                                                  |
| Comté de Beaver                               | Bruce                          | 107,60                                                         | AB-857 – Vegreville                                                                                     |                                                                  |
| Comté de Beaver                               | Viking                         | 127,50                                                         | AB-36 – Two Hills, Killam                                                                               |                                                                  |
| Comté de Beaver                               | Viking                         | 129,30                                                         | Range Road 130 vers AB-619 est                                                                          |                                                                  |
| Comté de Beaver                               |                                | 143,80                                                         | AB-26 ouest – Camrose                                                                                   | Terminus est de l'AB-26                                          |
| Comté de Beaver                               | Kinsella                       | 147,80                                                         | AB-870 sud – Lougheed                                                                                   | Terminus ouest du multiplex avec l'AB-870                        |
| Comté de Beaver                               | Kinsella                       | 148,60                                                         | AB-870 nord – Innisfree                                                                                 | Terminus est du multiplex avec l'AB-870                          |
| M.D. Wainwright No 61                         | Irma                           | 170,30                                                         | AB-881 – Mannville, Hardisty                                                                            |                                                                  |
| M.D. Wainwright No 61                         |                                | 185,20                                                         | AB-883 nord                                                                                             | Terminus sud de l'AB-883                                         |
| M.D. Wainwright No 61                         | 187,20                         | Traverse la rivière Battle                                     | Traverse la rivière Battle                                                                              |                                                                  |
| M.D. Wainwright No 61                         | Wainwright                     | 201,60                                                         | AB-41 – Vermilion, Consort                                                                              |                                                                  |
| M.D. Wainwright No 61                         |                                | 216,20                                                         | AB-610 est – Edgerton, Ribstone, Chauvin                                                                | Terminus ouest de l'AB-610                                       |
| M.D. Wainwright No 61                         | 222,70                         | AB-894 nord                                                    | Terminus ouest du multiplex avec l'AB-894                                                               |                                                                  |
| M.D. Wainwright No 61                         | 226,00                         | AB-894 sud – Edgerton                                          | Terminus est du multiplex avec l'AB-894                                                                 |                                                                  |
| M.D. Wainwright No 61                         | 232,50                         | AB-897 nord – Paradise Valley, Kitscoty                        | Terminus sud de l'AB-897                                                                                |                                                                  |
| M.D. Wainwright No 61                         | 253,80                         | AB-17 / SK-17 sud – Parc provincial de Dillberry Lake, Macklin | Terminus ouest du multiplex avec la route 17                                                            |                                                                  |
| M.D. Wainwright No 61                         | 256,20                         | AB-17 / SK-17 nord – Lloydminster                              | Terminus est du multiplex avec la route 17                                                              |                                                                  |
| M.D. Wainwright No 61                         | 257,00                         | SK-40 est (Poundmaker Trail) – Cut Knife, The Battlefords      | Continue en Saskatchewan                                                                                |                                                                  |
| - Terminus de multiplex - Transition de route |                                |                                                                | |                                                                  |